# Izumi Miyazaki
Izumi Miyazaki (jap. 宮崎 いず美, Miyazaki Izumi, * 1994 in der Präfektur Yamanashi) ist eine japanische Fotografin.
Miyazaki war 18 Jahre alt und studierte Imaging Arts and Science beim College of Art and Design an der Kunsthochschule Musashino in Tokyo, als Kunstkritiker 2012 auf sie aufmerksam wurden.
Die meisten ihrer Bilder sind Selbstporträts, in denen sie „Humor und Absurdität mit einer Realität die gewöhnlicherweise in der Straßenfotografie zu finden ist mischt“ und die an René Magritte erinnern.
CNN beschreibt ihre Bilder als „surreale, groteske, oft humoristische Selbstporträts, die so aussehen als ob sie das Konzept kawaii auf den Kopf stellen.“
2015 wurde sie von TIME als ein neuer Stern in der Welt der Fotografie bezeichnet.
Die meisten ihrer Werke kann man im Netz finden, aber 2016 hatte sie auch eine Ausstellung in Luxemburg.
Miyazaki nennt die amerikanischen Fotografen Alex Prager und Magritte als ihre Inspirationsquellen.